# Синян
Синян е град в провинция Хънан, Централноизточен Китай. Синян е с население от 1 903 764 жители (2009 г., прибл. оценка). Най-голямата етническа група от населението са ханските китайци. Градът се намира в югоизточната част на провинцията на южния бряг на река. Средната температура през месец януари е 2,2 °C, а средната през юли 27,4 °C. Телефонният му код е 0376. Населението на административния район е 6 109 106 жители (2010 г.).